# Squawk

Porovnání standardního virtuálního stroje a virtuálního stroje Squawk

Squawk je Java ME virtuální stroj pro vestavěné systémy a malá zařízení.
Většina virtuálních strojů pro platformu Java je psána v jazycích nízké úrovně, jako C/C++ a assembler. Squawk se od nich odlišuje tím, že většina z jeho jádra je napsaná v Javě.
Implementace Javy poskytuje snadnou přenositelnost a hladkou integraci virtuálního stroje a aplikačních zdrojů, jako jsou objekty, vlákna a rozhraní operačního systému.
Úlohu virtuálního stroje Squawk lze zjednodušit takto:
- co největší část virtuálního stroje napsat v Javě
- zaměřit se na malá zařízení s omezenými zdroji
- zpřístupnit Javu pro micro-embedded zařízení